# Manaqib Al Abi Talib
Manaqib Al Abi Talib (arabiska: مَنَاقِب آل أَبِي طَالِب, "Abu Talibs familjs dygder"), även känd som endast al-Manaqib, är en hadith-samling innehållande den islamiske profeten Muhammeds, shiaimamernas och följeslagarnas dygder och karaktärer. Boken är skriven av Ibn Shahrashub (Muhammad ibn Ali ibn Shahrashub), en shiitisk lärd som använt sunnitiska källor. Boken är bland de relativt autentiska shiitiska böckerna, och många shiitiska och sunnitiska lärda har litat på den och citerat hadither från den.